# Echinochloa callopus
Echinochloa callopus är en gräsart som först beskrevs av Pilg., och fick sitt nu gällande namn av Clayton. Echinochloa callopus ingår i släktet hönshirser, och familjen gräs. Inga underarter finns listade i Catalogue of Life.